# Pseudolausulus laciniatus
Pseudolausulus laciniatus är en insektsart som beskrevs av Then 1896. Pseudolausulus laciniatus ingår i släktet Pseudolausulus och familjen dvärgstritar. Inga underarter finns listade i Catalogue of Life.